# Orvinio
Orvinio – miejscowość i gmina we Włoszech, w regionie Lacjum, w prowincji Rieti.
Według danych na rok 2004 gminę zamieszkiwało 427 osób, 17,8 os./km².